# ジョー・コフィー
ジョセフ・コフィー（Joseph Coffey、1988年5月22日 - ）は、スコットランドのグラスゴー出身のプロレスラー。現在は、ジョー・コフィー(Joe Coffey)のリングネームで活動。

## 来歴

### NXT UK
2018年5月16日、コフィーは、勝者はピート・ダンと対戦する16人のトーナメント戦の参加を表明。コフィーは、予選でタッカーを破ると、準々決勝で、デイブ・マスティフを破った。だが、準決勝で、トラビス・バンクスに敗れた。
その後、弟のマーク・コフィーと共にデビュー戦で勝利を収めた。後に、ウルフギャングもチームに参加した。チーム名をガラスとし、ブリティッシュ・ストロング・スタイルに勝利。コフィーは、2019 年1月12日、NXT UK テイクオーバーで、ピート・ダンにNXT・ユナイテッドキングダム王座をかけて対戦したが、タイトルを獲得できなかった。
5月8日、コフィーは、フラッシュ・モーガン・ウェブスターを破り、4ウェイマッチへの挑戦権を得た。5月15日、デイブ・マスティフは、ガラスメンバーのウォルフガングに勝利したが、試合後、弟マークと共に攻撃した。6月5日、コフィーは、4ウェイマッチに参加したが、勝利できなかった。7月10日、ガラスは、ハントとデイブ マスティフと対戦し、勝利。8月8日、コフィーは、マスティフと対戦したが、試合中、コフィーは、耳を負傷した。NXT UKテイクオーバー：カーディフで、コフィーはラスト・マン・スタンディング・マッチでマスティフを破った。11月7日、コフィー & フラッシュ・モーガン・ウェブスターとグリズルド・ヤング・ベテランズとの試合中に、コフィーとウルフギャングは、インペリウムと乱闘した。
11月21日、 アレクサンダー・ウルフがイリヤ・ドラグノフを破り、試合後、ガラスは、インペリウムと再び乱闘した。11月28日、ガラスとドラグノフは、インペリウムと対決したが、試合にならず大乱闘をして終わった。
12月5日、コフィーは、ウォルターにNXT UK テイクオーバーでの試合を提案。ウォルターは、希望を承認。コフィーは、NXT UK テイクオーバーでウォルターに挑戦たが、敗北。12月12日、NXT UKタッグチーム王座戦で、マルセル・バーセルとファビアン・アイクナーと対戦するもノーコンテストに終わった。NXT UK Takeover: Blackpool II で、コフィーは、ウォルターに敗れた。
2020年6月30日、性的違法行為の申し立てを受け、コフィーは、WWEから出場停止処分を受けた。出場停止処分が解け、2020年後半にWWEに戻った。

### NXT
2022年8月23日、コフィーは、マーク コフィーとウルフギャングと共にデビューし、NXT UKタッグチーム王座のブルックス・ジェンセンとジョシュ・ブリッグスと対戦し、勝利。8月30日、ガラスは、ダイヤモンド・マインと6ウェイタッグチーム戦で、対戦し、勝利。9月27日、ガラスは、当局者を攻撃し、出場停止処分を受けた。これ以降、ジョーは、NXTに姿を見せていない。

## 獲得タイトル
ディスカバリーレスリング
- Y部門優勝 : 1回

ICW
- ICWヘビー級王座 : 2回
- ICWゼロG王座 : 1回
- ICW「アイアンマン」(2014、2015)
- レスラー・オブ・ザ・イヤー賞 (2014, 2016)
- Bammy Year賞 (2015)
- スクエアゴー！(2017)

プロレスエリート
- エリートランブル (2017)

SWA
- スコティッシュ・ヘビー級王座 : 1回
- SWAレアード・オブ・ザ・リング王座 : 2回
- バトルゾーンランブル (2014, 2015, 2016)

ターゲットレスリング
- ターゲットレスリング王座 : 1回

W3L
- W3Lタッグチーム王座 : 1回（w /マーク・コフィー

レッスルゾーン
- レッスルゾーン・アンディスピューテッド王座 : 1回

## 入場曲
- Beat Me
- Challenger
- Iron King
- Face To Face